# Willmering
Wilmering là một đô thị ở huyện Cham bang Bayern nước Đức. Đô thị Willmering có diện tích 10,3 km², dân số thời điểm ngày 31 tháng 12 năm 2006 là 2156 người.